# Лексикон таємних знань
«Лексикон таємних знань» — книга прози українського письменника Тараса Прохаська, опублікована у видавництві Кальварія (Львів) у 2004 році.

## Структура
Книга має передмову, взяту з першої книжки Прохаська «Інші дні Анни» й написану Іздриком, а також ґрунтовну післямову Лідії Стефановської (с. 139—148).
До книги «Лексикон таємних знань» увійшли повісті й оповідання:
- «Спалене літо»
- «Essai de deconstruction (Спроба деконструкції)»
- «Довкола озера»
- «Некрополь»
- «Від чуття при сутності»
- «Увібрати місто»
- «Лексикон таємних знань»

## Передмова Юрія Іздрика
Іздрик описує стиль прози Прохаська та виділяє:
- «Поєднання абсолютної свободи і непереборної приреченості, простоти і переускладненості, задоволення і відрази»;
- Щільність, концентрованість, насиченість текстів;
- Приреченість або детермінованість героїв, визначена найменшими дрібницями: «запах трав, шурхіт старих знимків, зміна тіней, малюнок тріщин, ритм загорання й згасання сиґаретного вогника, смак води чи шрифт газетного повідомлення <…> Герой потрібний лише для того, аби фіксувати стан довколишніх речей».
- Позаморальнасть: герої вкинуті в світ, де безліч можливостей вказує на безваріантність, де власна воля безсила, де волі немає;
- Досвід як об’єкт класифікації: не буває досвіду забагато, досвіду зайвого, хибного;
- Естетика минучості, тліну; містичність;
- Загострення погляду;
- Імпресіоністичність фонетики;
- Поєднання сповільненостві та несподіваності.

Іздрик рекомендує: «В читанні найвагомішим є темпоритм, читати варто повільно, якомога повільніше, найкраще – в тому темпі й тому ритмі, в якому вона була написана.» З ним погоджується Лідія Стефановська у Післямові: «Повільності треба вчитися». 

## Післямова Лідії Стефановської
Літературознавиця Лідія Стефановська характеризує збірку наступним чином:
- «Понад усе домінує опис», сюжет є другорядною категорією;
- Описовість реалізується як дуже короткими, так і довгими реченнями, останні розбудовуються і перетворюються на потік свідомості;
- Висока точність спостереження притаманна самоті, всі герої Прохаська самотні;
- Герої Прохаська шукають досвіду через зосередження на кожній речі, події, намагаються визволитися з пам’яті, з автоматизму життя;
- Зосередження та увага як передумова творчості;
- «Відчуття присутності» є метою спостереження;
- Містика як спроба переступити предметний світ: «дійсність, в якій досі жили, не є остаточним, абсолютним кшталтом дійсності»;
- Представлений світ – проєкція внутрішніх обсесій чи сновидінь;
- Попри сенсуальність Прохасько виводить читача поза досвід, поза світ органів чуття;
- Прохасько створює враження стилістичної недбалості, щоб відтворити дикцію звичайної усної розповіді, або простоти, притаманної мовчазним роздумам;
- Прохасько намагається витворити прозу, позбавлену традиційних українських образів і топосів, шукає універсальніших засобів рефлексії;
- Майже у всіх оповіданнях розповідь ведеться від третьої особи, голос та дикція наратора не міняються, наратор всезнаючий, як у традиційній реалістичній прозі;
- «Автору йдеться не так про саму дійсність, як про те, якими способами людина її сприймає і відтворює або вербалізує», також: як людська свідомість перетворює дійсність, як пристосовує її до власних потреб?»

## Відзнаки
Два оповідання: «Некрополь» та «Від чуття при сутності» були включені у список 30 найкращих оповідань незалежної України (2021).

## Цитати з Лексикону таємних знань
- |  | ЕВОЛЮЦІЙНО цей вечір може бути восьмим, а може бути тридцять першим етапом осені. Бо осінь - ряд елементарних епізодів, що еклектично послідовні. Енцикліки про зміну епізодів осінь поширює всіма можливими шляхами (як от промінням, вітром, павутинням, летом листя, закляклістю тощо). (с. 131) |

- |  | БРУКІВКИ різні в цілім місті. Я мрію скласти мапу міста з позначенням усіх ґатунків бруку. (с. 130) |

- |  | СИҐАРЕТИ - складова анестезії. І колективне підсвідоме. Перелік їхніх марок - реєстри комплексів, стереотипів, архетипів, мітів. Насправді вечір закінчиться тоді, коли закінчаться сиґарети. Кожна наступна з набоїв пачка - новий відрізок на спіралі розвитку подій. Тривала драма. (с. 134) |

- |  | ФІЛОСОФІЯ. Завжди при тобі, як частина тіла. Коли більше немає нічого, вона є Всім. (с. 135) |

## Видання
Чотири з семи оповідань збірки були раніше опубліковані в збірці «Інші дні Анни».
Збірка «Лексикон таємних знань» видавалася 4 рази:
- 2004 видавництво Кальварія
- 2011, видавництво Фоліо
- 2023, видавництво Старого Лева